# Cupido pardalis
Cupido pardalis är en fjärilsart som beskrevs av Hans Hermann Behr 1867. Cupido pardalis ingår i släktet Cupido och familjen juvelvingar. Inga underarter finns listade i Catalogue of Life.